# Каљубија (гувернорат)
Каљубија је један од 27 гувернората Египта. Заузима површину од 1.001 km². Према попису становништва из 2006. у гувернорату је живело 4.237.003 становника. Главни град је Бенха.

## Становништво
| 2006.     | 2012. (процена) |
| --------- | --------------- |
| 4.237.003 | 4.754.000       |